# Polyorama

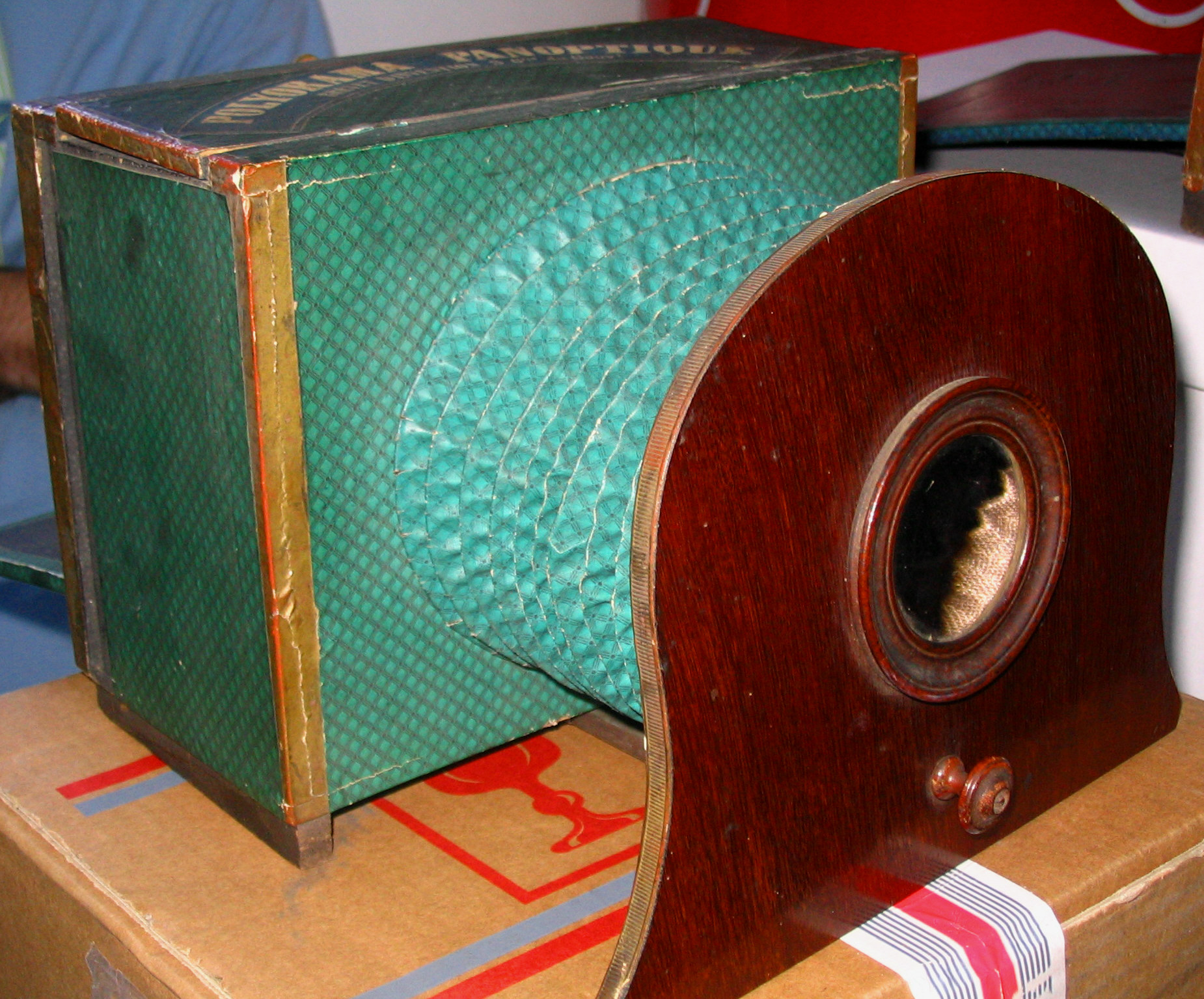
Panoptické polyorama

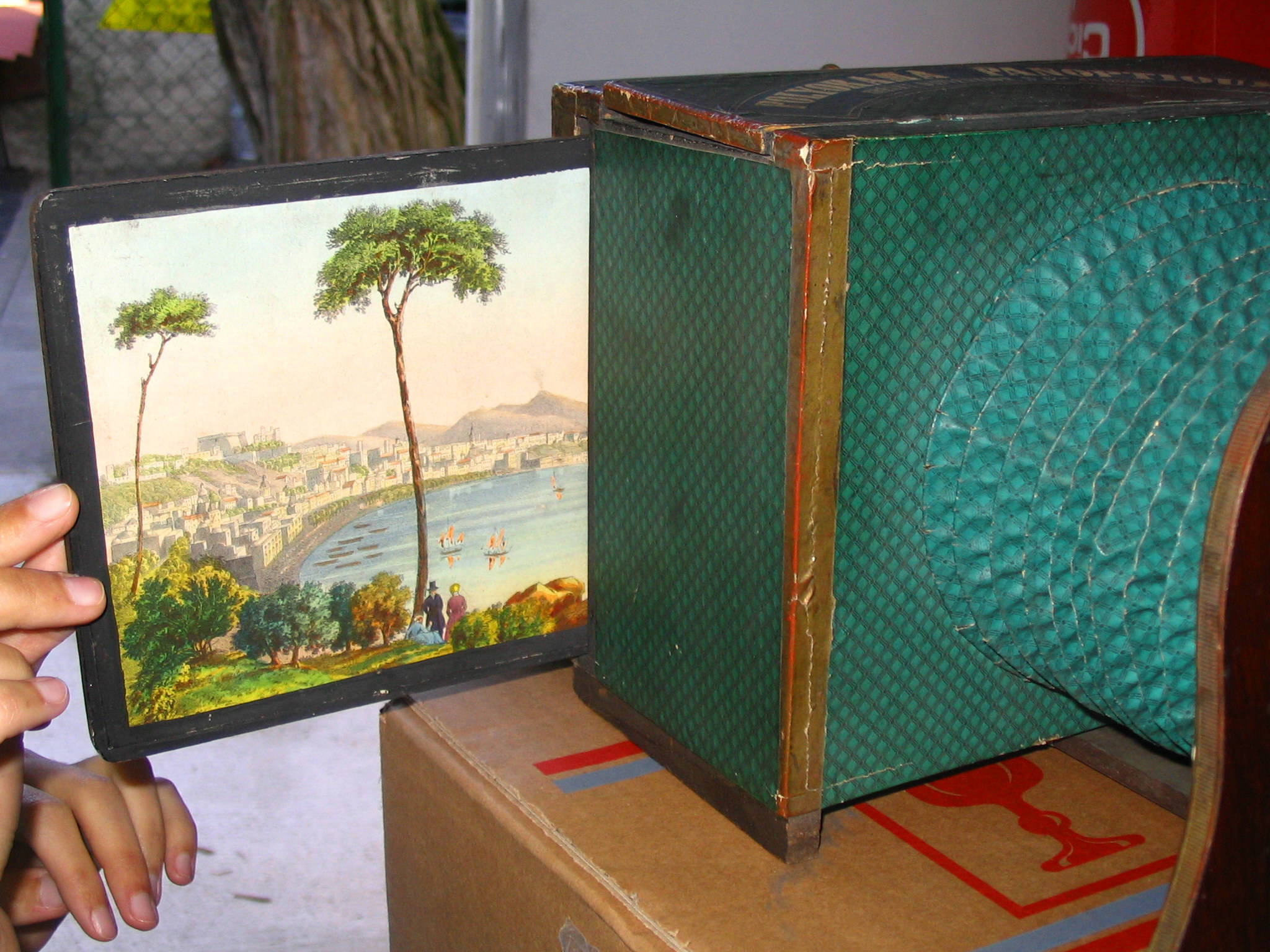
Malba na polyoramatické fólii před zasunutím do promítacího přístroje

Polyorama nebo panoptické polyorama (polyorama panoptique) byl přístroj, který umožňoval sledovat animované snímky – vynález francouzského fotografa a optika Louise Daguerra z 19. století.

## Princip činnosti
Polyorama se skládalo z temné komory o velikosti 10 x 14 cm nebo 18 x 24 cm. Používaly se v něm dvě průhledné skleněné ručně malované desky. Přední deska byla denní scéna, zatímco zadní desce odpovídala scéna noční. Mechanismus umožňoval postupný přechod z jednoho světla k druhému, přičemž docházelo k jemnému přechodu z denní scény na noční.